# Rózmann Ákos

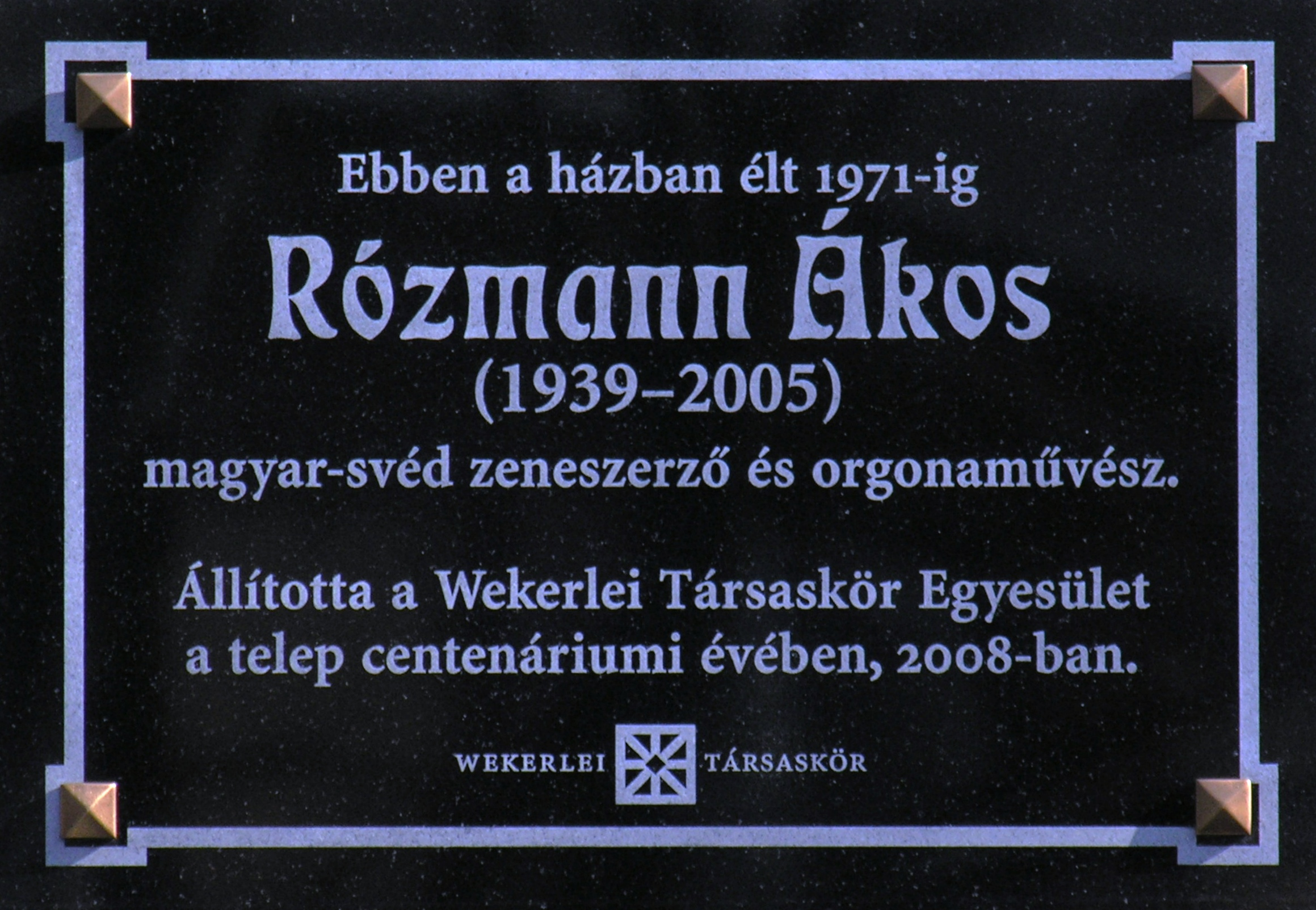
Rózmann Ákos emléktáblája egykori lakhelyén, a Wekerletelepi Tas utca 2. szám alatt

Rózmann Ákos (Budapest, 1939. július 16. – Stockholm, 2005. augusztus 12.) magyar-svéd zeneszerző, orgonaművész.

## Élete
1957 és 1961 között a Bartók Béla Zeneművészeti Szakközépiskolában Sugár Rezső zeneszerzés-növendéke volt. 1961-től a Liszt Ferenc Zeneművészeti Főiskola hallgatójaként Szervánszky Endrétől zeneszerzést, Pécsi Sebestyéntől orgonát tanult. Mindkét szakon diplomát szerzett 1966-ban. Ezt követően a Liszt Ferenc Zeneművészeti Főiskola Ének- és Zeneiskolai Tanárképző Intézet Szegedi Tagozatán transzponálást és partitúraolvasást tanított. A hatvanas évek végén filmzenét komponált a Mafilm számára. Zongorára és fuvolára írt Improvvisazione című műve 1971-ben jelent meg a Zeneműkiadónál.
1971-ben ösztöndíjat kapott, mely lehetővé tette, hogy Svédországban folytassa zeneszerzés-tanulmányait. Ingvar Lidholm tanítványa lett a stockholmi Zeneművészeti Főiskolán. Itt ismerkedett meg az elektroakusztikus zeneszerzés eszközeivel, melyek új világot nyitottak meg a számára. Kísérleteit a stockholmi Zeneművészeti Főiskola stúdiójában és az EMS-ben (Stockholmi Elektroakusztikus Zenei Stúdió) kezdte meg. E kísérletek első eredménye az 1974-es Impulsioni (rövid elektronikus darabok ciklusa), mely az 1976-os bourges-i Concours International de Musique Electroacoustique harmadik díját nyerte el.
Miután tanulmányait a stockholmi Zeneművészeti Főiskolán 1974-ben befejezte, Rózmann Svédországban maradt, és élete hátralevő részét Stockholmban töltötte. Ettől az időtől fogva az elektroakusztikus zenét tekintette alkotói ötletei megvalósítása elsődleges eszközének. Első nagy feltűnést keltő nyilvános zeneszerzői szereplése a Bilder inför drömmen och döden (Az álom és a halál képei) bemutatója volt 1978. március 9-én. A koncertet Stockholm egy nagyméretű rendezvénycsarnokában, a Circusban tartották. Rózmann első nagy formátumú elektroakusztikus műve rendkívüli hatást gyakorolt a közönségre és a sajtó figyelmét is magára vonta.
Svédországi tartózkodása alatt Rózmann folytatta orgonaművészi tevékenységét is. Kezdetben koncerteket adott, illetve a Sankta Eugenia katolikus templom orgonistájaként működött. 1978-ban állandó kinevezést kapott a stockholmi Katolikus Dómtemplom orgonistai állására. Itt találkozott Viveca Servatius kórusvezetővel és zenetudóssal, aki élettársa és később felesége lett. Ugyanebben az évben kezdte komponálni második nagy formátumú művét, a Tolv stationert (Tizenkét stáció). Ebben első ízben használt akusztikus eredetű hangzásokat, szemben kizárólag szintetikus hangokból építkező korábbi műveivel. A 2001-ben befejezett, több mint hat órás játékidejű mű első részeit már 1984-ben bemutatták a stockholmi Kulturhusetben.
Rózmann a nyolcvanas évek elején kezdte összeállítani saját stúdióját, melyet a Katolikus Dómtemplom pincéjében helyezett el. Új műveinek jelentős része itt készült. Élete végéig gyakran dolgozott az EMS-ben is, itt elsősorban új darabjainak végső munkafázisait végezte el.
1980 és 2005 között nyolc elektroakusztikus művet komponált Orgelstycke (Orgonadarab) címmel. Főhangszerének, az orgonának a hangjai e darabokban és más műveiben is fontos szerepet kapnak, csakúgy, mint az emberi hangok, valamint a vonóval megszólaltatott citera és a preparált zongora hangjai.
Rózmann harmadik epikus hosszúságú műve, a Rytmer och melodier (Ritmusok és melódiák) 1987-ben készült el, bemutatójára 1988-ban került sor a stockholmi Berwaldhallenban. 1990-ben három szerzői esten játszották műveit a Fylkingenben, a kortárs zene stockholmi központjában. A hat előadott kompozícióból háromnak ekkor volt az ősbemutatója.
Svédországban még életében bemutatták közel harminc művének szinte mindegyikét. Magyarországon nyilvános koncert keretében csak egyet, Trumpetmusette című szerzeményét, mely a Magyar Rádió 1994-es Elektronikus Zenei Fesztiváljára készült.
1996-ban Rózmann Skogåsba, Stockholm egyik elővárosába költözött. Ide szállította át stúdióját is, miután 1997-ben a Katolikus Dómtemplomban betöltött állásából kilépett. Ugyanebben az évben fejezte be De två, med tre instrument című szerzeményét, egyik legkoncentráltabb művét.
2005 januárjában készült el utolsó befejezett darabja, Det gråa blocket, Orgelstycke nr III/a (A szürke tömb, Orgonadarab nr. III/a), mely a zeneszerző nyolcvanas években keletkezett tervein alapszik. Februárban még megélte műveinek egyik legnagyobb és legsikeresebb koncertsorozatát. A Stockholm New Music fesztivál öt egymást követő délutánján a Tyska kyrkanban a Mässa (Mise) gyűjtőcím alatt adták elő Orgelstycke nr IV (Kyrie eleison) című szerzeményét és hatalmas Gloria-ciklusát. Az 1989 és 2004 között keletkezett Gloria-ciklus előadása körülbelül hét órát vesz igénybe.
2005 májusának végén diagnosztizálták hasnyálmirigy-rákját. A kezelést elutasította, s a Stockholm közelében levő Huddinge kórházban 2005. augusztus 12-én békésen elhunyt. Halotti szertartására szeptember 5-én került sor a Tyska kyrkanban. Saját kívánságának megfelelően hamvait a szélbe szórták.

## Zenéjéről
Rózmann Ákos zenéjében megalkuvást nem ismerő természete tükröződik. Mint munkájának lázas elkötelezettje, órákra ablaktalan stúdiókba zárkózott, s gyakran késő éjszakáig dolgozott. Nem vett részt a hivatalos zeneélet rendezvényein, s későbbi éveiben saját műveinek előadásaira, bemutatóira sem ment el. Munkájával sem a szakma elismerését, sem a közönség tetszését nem kereste. Kizárólag saját víziójának lehető legtökéletesebb megvalósítását tartotta szem előtt.
E víziót maguk a – sokféle forrásból felvett – hangok inspirálták. A nyersanyagokban rejlő tulajdonságokat Rózmann különlegesen plasztikussá tette, rendkívüli erejű drámát teremtve, különösen nagy formátumú műveiben. E dráma az emberi létezés legalapvetőbb konfliktusait jeleníti meg, megdöbbentő képét adja legsötétebb mélységeinek, s rámutat, hogy bűn és tisztaság, sötétség és fény együtt járnak, minőségeik kölcsönösen feltételezik egymást. Rózmann zenéje gyakran használ szimbolikus és képszerű elemeket: buddhista és keresztény szertartászenéből vett idézeteket az egyik oldalon, erőszakos csörömpölést, morgást és ördögi nevetést a másikon. E két erő hangjai között megszólal a nekik kiszolgáltatott, szenvedő emberi lélek jajkiáltása.